# Héctor Calori
Héctor Osvaldo Calori (Buenos Aires, 19 de enero de 1951) es un actor argentino de cine, teatro y televisión.
Su debut tuvo lugar en el cine, cuando interpretó a un médico en el filme Tiempo de revancha (1981). Esta actuación hizo que lo llamaran un año después para trabajar en el programa televisivo] Aprender a vivir (1982). Desde ese momento su carrera ha transcurrido en el cine, la televisión y el teatro.
Posteriormente trabajó en la coproducción colombiano-argentina para televisión Valentino, el argentino (2008), en la cual dio vida al personaje al personaje de Modesto. Otras intervenciones suyas en ese medio se produjeron en La viuda blanca (1986), Inconquistable corazón (1994), Gasoleros (1998), Como vos & yo (1999), Buenos vecinos (2000),Costumbres Argentinas (2003), Los pensionados (2004), y Amor en custodia (2005).
En cine participó en Otra esperanza (1984), Prontuario de un argentino (1985), Obsesión de venganza (1987), La venganza (1999) y Martín Fierro: la película (2007).
Integró el elenco del Teatro General San Martín bajo la dirección de muchos de los mejores directores, participando en la representación de grandes clásicos de la dramaturgia universal, como Noche de Reyes, Bodas de sangre, La misión, El rey Lear, y El mono que descendió del homo. También actuó y dirigió la obra Anclao en Madrid.
A finales de 2009 y principios de 2010 participó en la exitosa telenovela Valientes (en Canal 13) haciendo el personaje de Gustavo Corti, quien metió preso a Laureano Gómez Acuña (Arnaldo André) y también quien ayudó a salir a Mona (Marita Ballesteros) del infierno del alcohol.
En el 2010 encabeza el personaje del oficial Gutiérrez en la novela Malparida.
En el 2013 interpreta al papá de Camila (Julieta Cardinali) en la novela Farsantes (Canal 13).

## Filmografía parcial
- Operacion México, un pacto de amor (2015)
- Paternóster, la otra mirada (2013)
- Martin Fierro, la película (2007)
- La venganza (1999)
- Obsesión de venganza (1987)
- Prontuario de un argentino (1985)
- Otra esperanza (1984)
- Tiempo de revancha (1981)

## Trabajos en TV
- 1985: María de nadie, como Jorge Arocha.
- 1986: La viuda blanca
- 1987: Tiempo cumplido, como Mora (periodista).
- 1991: Buenos Aires, háblame de amor
- 1991: Amigos son los amigos, como Rolando (Capítulo 49)
- 1992: Flavia, corazón de tiza
- 1993: El precio del poder
- 1994: Inconquistable corazón
- 1994: Sin condena
- 1996: Poliladron, como "Pepe".
- 1996-1997: Mamá x 2, como Facundo.
- 1998: Gasoleros, como Sergio Felman.
- 1999: Como vos & yo, como Juan Carlos "Magnus" Antonietti.
- 2000: Buenos vecinos, como Ricardo Suárez.
- 2001: Un cortado, historias de café
- 2002: Ciudad de pobres corazones, como Molina.
- 2002: Infieles
- 2002: Franco Buenaventura, el profe como Renzo
- 2003: Costumbres Argentinas
- 2004: Los pensionados
- 2005: Amor en custodia, como Alejandro Bazterrica.
- 2005: Panadería los Felipe, como Enzo.
- 2005: Floricienta, como Rey.
- 2006: Se dice amor, como Amadeo.
- 2009: Valientes, como Gustavo Corti.
- 2010: Malparida, como el oficial Gutiérrez.
- 2011: Tiempo de pensar
- 2011: Adictos, como Augusto Salvatore.
- 2012: Volver a nacer, como Vicente.
- 2012: La viuda de Rafael, como el juez.
- 2013: Historias de corazón
- 2013: Farsantes, como Orestes Moravia.
- 2013: Esa mujer, como Gregorio Fontana.
- 2014: Camino al amor, como Benjamin Levin.
- 2015: Signos, como el abogado Martínez.
- 2015: Milagros en campaña,  como el monseñor Battaino.
- 2016: Los ricos no piden permiso, como el comisario Diego Peralta.
- 2021: La 1-5/18, como el padre Antonio.